# Марано
Мара́но (итал. Marano) — река в Италии и Сан-Марино. Длина реки 27 км, площадь водосборного бассейна — 60 км².
Река является частью восточной границы между Италией и Сан-Марино длиной 6 км. Исток на горе Гельфа (Ghelfa), на границе между Сан-Марино и итальянской провинцией Пезаро-э-Урбино. Протекает около городов Монтеджардино и Фаэтано в Сан-Марино, по провинции Римини в Италии. Впадает в Адриатическое море между городами Римини и Риччоне.